# Pink Friday 2
Pink Friday 2 là album phòng thu thứ năm của nữ rapper Nicki Minaj, được phát hành ngày 8 tháng 12 năm 2023 dưới hãng đĩa Young Money Entertainment và Republic Records. Đây là phần nối tiếp của album đầu tay Pink Friday từ năm 2010 của cô, đồng thời đánh dấu sự trở lại chính thức với album phòng thu sau Queen năm 2018. Các nghệ sĩ hợp tác trong dự án này gồm có: J. Cole, Lil Wayne, Tate Kobang, Drake, Lourdiz, Lil Uzi Vert, Skillibeng, Skeng, Future, Tasha Cobbs Leonard và 50 Cent. Hai đĩa đơn đã được ra mắt từ album là "Super Freaky Girl" và "Last Time I Saw You".

## Phát hành

### Đĩa đơn chính thức
"Super Freaky Girl" là đĩa đơn đầu tiên từ album và được phát hành ngày 12 tháng 8 năm 2022. Video âm nhạc do Joseph Kahn đạo diễn và được đăng tải lên kênh YouTube của nữ ca sĩ vào ngày 1 tháng 9 cùng năm. Ca khúc thành công về thương mại khi ra mắt ở hạng nhất trên các bảng xếp hạng Hot 100 và Hot R&B/Hip-Hop Songs của Billboard. Điều này giúp Minaj trở thành nữ rapper đơn ca đầu tiên ra mắt ở hạng nhất trên Hot 100 kể từ "Doo Wop (That Thing)" của Lauryn Hill năm 1998, cũng như nữ rapper đầu tiên ra mắt một ca khúc đơn ca ở hạng nhất trên bảng xếp hạng này trong thế kỷ 21.
"Last Time I Saw You" được chọn làm đĩa đơn thứ hai và phát hành ngày 1 tháng 9 năm 2023. Bài hát đạt hạng 23 trên Hot 100 và hạng 6 trên Hot R&B/Hip-Hop Songs.

### Đĩa đơn quảng bá
Ngày 3 tháng 3 năm 2023, Minaj phát hành đĩa đơn quảng bá "Red Ruby da Sleeze". Ca khúc lần lượt đạt hạng 13 và 4 trên các bảng xếp hạng Hot 100 và Hot R&B/Hip-Hop Songs.

## Danh sách bài hát
| Pink Friday 2 – Bản online | Pink Friday 2 – Bản online                     | Pink Friday 2 – Bản online | Pink Friday 2 – Bản online                        | Pink Friday 2 – Bản online |
| STT                        | Nhan đề                                        | Sáng tác | Sản xuất                                          | Thời lượng                 |
| -------------------------- | ---------------------------------------------- | --- | ------------------------------------------------- | -------------------------- |
| 1.                         | "Are You Gone Already"                         | Onika Maraj Finneas O'Connell | Finneas                                           | 4:30                       |
| 2.                         | "Barbie Dangerous"                             | Maraj Joshua Goods Kameron Cole Kendall Taylor Christopher Wallace Anthony Henderson Bryon McCane Steven Howse Sean Combs Steven Jordan       | Tate Kobang Hollywood Cole YG! Beats              | 2:12                       |
| 3.                         | "FTCU"                                         | Maraj Juaquin Malphurs Joshua Luellen Jacob Canady                                                                                            | ATL Jacob                                         | 2:52                       |
| 4.                         | "Beep Beep"                                    | Maraj Shane Lindstrom Gavin Valencia | Murda Beatz OJ Finessey                           | 1:35                       |
| 5.                         | "Fallin 4 U"                                   | Maraj Canady Darryon Bunton | ATL Jacob DB!                                     | 3:50                       |
| 6.                         | "Let Me Calm Down" (với J. Cole)               | Maraj Jermaine Cole Canady Derrick Miller Ofer Ishai                                                                                          | ATL Jacob Hendrix Smoke Kuji                      | 4:04                       |
| 7.                         | "RNB" (với Lil Wayne và Tate Kobang)           | Maraj Dwayne Carter Goods Taylor Tomislav Ratešić                                                                                             | Kobang YG! Beats Dystinkt Beats                   | 3:04                       |
| 8.                         | "Pink Birthday"                                | Maraj Matthew Samuels Amir Sims Chase Lieberman Shubhkarman Pruthi Jacques Webster Leland Wayne Michael Dean Sonny Uwaezuoke Peter Mellin     | Boi-1da Fierce Apollo Parker 116                  | 2:08                       |
| 9.                         | "Needle" (với Drake)                           | Maraj Aubrey Graham Samuels Johann Deterville Rahiem Hurlock                                                                                  | Boi-1da YogiTheProducer                           | 3:55                       |
| 10.                        | "Cowgirl" (với Lourdiz)                        | Maraj Alyssa Cantu Łukasz Gottwald Rocco Valdes Ryan Ogren                                                                                    | Dr. Luke                                          | 3:36                       |
| 11.                        | "Everybody" (với Lil Uzi Vert)                 | Maraj Symere Woods Isaiah Henry Goods Jesper Mortensen                                                                                        | DJ Smallz 732 Kobang                              | 3:00                       |
| 12.                        | "Big Difference"                               | Maraj Michael Mulé Isaac De Boni Keanu Torres Jahmal Gwin Marcus Slade Derrick Gray                                                           | FnZ Keanu Beats BoogzDaBeast Slade Da Monsta      | 3:11                       |
| 13.                        | "Red Ruby da Sleeze"                           | Maraj Kevin Price Darryl McCorkell Goods Kirsten Spencer Josiah Muhammad Irvin Winslow Lumidee Cedeño Teddy Mendez Edwin Perez Steven Marsden | Go Grizzly Cheeze Beatz                           | 3:34                       |
| 14.                        | "Forward from Trini" (với Skillibeng và Skeng) | Maraj Emwah Warmington Kevon Douglas Sebastian Loers Emelio Lynch Rowan Melhado Dave Kelly                                                    | Basbeats Melio Sounds                             | 2:33                       |
| 15.                        | "Pink Friday Girls"                            | Maraj Jeremy Reid Cantu Ogren Robert Hazard                                                                                                   | J Reid                                            | 2:46                       |
| 16.                        | "Super Freaky Girl"                            | Maraj Gottwald Lauren Miller Vaughn Oliver Aaron Joseph Gamal Lewis James Johnson Jr. Alonzo Miller                                           | Dr. Luke Malibu Babie Oliver Joseph               | 2:50                       |
| 17.                        | "Bahm Bahm"                                    | Maraj Goods Jessica Carpenter | Kobang Jess Carp                                  | 2:21                       |
| 18.                        | "My Life"                                      | Maraj Don Cannon Sean Momberger Goods Deborah Harry Christopher Stein                                                                         | Don Cannon Momberger                              | 2:44                       |
| 19.                        | "Nicki Hendrix" (với Future)                   | Maraj Nayvadius Wilburn Brandon Hamlin Vincent Shaw                                                                                           | B Ham Vincent "Life" Shaw                         | 4:24                       |
| 20.                        | "Blessings" (với Tasha Cobbs Leonard)          | Maraj Natasha Leonard Benjamin Saint Fort Jeremiah Raisen Christian Astrop                                                                    | Bnyx SadPony Beau Nox                             | 3:34                       |
| 21.                        | "Last Time I Saw You"                          | Maraj Canady Lesidney Ragland Colin Franken Miller Alex Bak                                                                                   | ATL Jacob TooDope! Frankie Bash Hendrix Smoke Bak | 3:36                       |
| 22.                        | "Just the Memories"                            | Maraj Georges Olivier Habib Defoundoux Moses Davis Lynford Marshall Colin York John Bristol Jerry Butler James Dean John Glover               | Bone Collector Defoundoux                         | 3:55                       |
| Tổng thời lượng:           | Tổng thời lượng:                               | Tổng thời lượng: | Tổng thời lượng:                                  | 70:14                      |

| Pink Friday 2 – Bản đĩa cứng | Pink Friday 2 – Bản đĩa cứng         | Pink Friday 2 – Bản đĩa cứng | Pink Friday 2 – Bản đĩa cứng                      | Pink Friday 2 – Bản đĩa cứng |
| STT                          | Nhan đề                              | Sáng tác | Sản xuất                                          | Thời lượng                   |
| ---------------------------- | ------------------------------------ | --- | ------------------------------------------------- | ---------------------------- |
| 1.                           | "Just the Memories"                  | Maraj Olivier Defoundoux Davis Marshall York Bristol Butler J. Dean Glover                                                                                   | Bone Collector Defoundoux                         | 3:55                         |
| 2.                           | "Big Difference"                     | Maraj Mulé De Boni Torres Gwin Slade Gray | FnZ Keanu Beats BoogzDaBeast Slade Da Monsta      | 3:11                         |
| 3.                           | "Red Ruby da Sleeze"                 | Maraj Go Grizzly Cheeze Beatz Tate Kobang Lumidee Cedeño Kirsten Allyssa Spencer Teddy Mendez Steven Marsden Josiah Nasir Muhammad Irvin Winslow Edwin Perez | Go Grizzly Cheeze Beatz Kobang                    | 3:34                         |
| 4.                           | "My Life"                            | Maraj Cannon Momberger Goods Harry Stein | Cannon Momberger                                  | 2:44                         |
| 5.                           | "RNB" (với Lil Wayne và Tate Kobang) | Maraj Carter Goods Taylor Ratešić | Kobang YG! Beats Dystinkt Beats                   | 3:04                         |
| 6.                           | "Fallin 4 U"                         | Maraj Canady Bunton | ATL Jacob DB!                                     | 3:50                         |
| 7.                           | "Last Time I Saw You"                | Maraj Jacob Canady Alex Bak Colin Franken Derrick Miller Lesidney Ragland                                                                                    | ATL Jacob TooDope! Hendrix Smoke Bak Frankie Bash | 3:36                         |
| 8.                           | "Everybody"                          | Maraj Woods Henry Goods Mortensen | DJ Smallz 732 Kobang                              | 3:00                         |
| 9.                           | "Super Freaky Girl"                  | Maraj Gamal Lewis James Miller Gottwald Joseph Miller Oliver                                                                                                 | Dr. Luke Malibu Babie Oliver Joseph               | 2:50                         |
| 10.                          | "Bahm Bahm"                          | Maraj Goods Carpenter | Kobang Jess Carp                                  | 2:21                         |
| Tổng thời lượng:             | Tổng thời lượng:                     | Tổng thời lượng: | Tổng thời lượng:                                  | 32:05                        |

| Pink Friday 2 – D2C Version 1, bản online và bổ sung thêm một số bài hát khác | Pink Friday 2 – D2C Version 1, bản online và bổ sung thêm một số bài hát khác | Pink Friday 2 – D2C Version 1, bản online và bổ sung thêm một số bài hát khác | Pink Friday 2 – D2C Version 1, bản online và bổ sung thêm một số bài hát khác | Pink Friday 2 – D2C Version 1, bản online và bổ sung thêm một số bài hát khác |
| STT                                                                           | Nhan đề                                                                       | Sáng tác                                                                      | Sản xuất                                                                      | Thời lượng                                                                    |
| ----------------------------------------------------------------------------- | ----------------------------------------------------------------------------- | ----------------------------------------------------------------------------- | ----------------------------------------------------------------------------- | ----------------------------------------------------------------------------- |
| 23.                                                                           | "Beep Beep" (với 50 Cent)                                                     | Maraj Lindstrom Valencia                                                      | Murda Beatz Finessey                                                          | 2:27                                                                          |
| Tổng thời lượng:                                                              | Tổng thời lượng:                                                              | Tổng thời lượng:                                                              | Tổng thời lượng:                                                              | 71:49                                                                         |